# اکسیژن دی‌فلوئورید
اکسیژن دی‌فلوئورید (به انگلیسی: Oxygen difluoride) با فرمول شیمیایی OF۲ یک ترکیب شیمیایی با شناسه پاب‌کم ۲۴۵۴۷ است. که جرم مولی آن ۵۳٫۹۹۶۲ g/mol می‌باشد. 